# Habreuresis falcata
Habreuresis falcata is een spinnensoort uit de familie hangmatspinnen (Linyphiidae). De soort komt voor in Chili.